# Hemidactylus squamulatus
Espèce
Synonymes
- Hemidactylus bocagei Tornier, 1897
- Hemidactylus werneri Tornier, 1897
- Hemidactylus tornieri Mocquard, 1902
- Hemidactylus floweri Werner, 1907
- Hemidactylus alluaudi Angel, 1923
- Hemidactylus tropidolepis barbouri 
Loveridge, 1942

Statut de conservation UICN

 LC  : Préoccupation mineure
Hemidactylus squamulatus est une espèce de geckos de la famille des Gekkonidae.

## Répartition
Cette espèce se rencontre en Tanzanie, au Kenya, en Ouganda, au Soudan du Sud, au Soudan, en Éthiopie et en Somalie.

## Liste des sous-espèces
Selon The Reptile Database (1 octobre 2012) :
- Hemidactylus squamulatus barbouri Loveridge, 1942
- Hemidactylus squamulatus floweri Werner, 1908
- Hemidactylus squamulatus squamulatus Tornier, 1896

## Publications originales
- Tornier, 1897 "1896" : Zur Faunistik Deutsch-Ost-Afrikas. 3. Reptilien und Amphibien. Archiv für Naturgeschichte, vol. 1 p. 63-66 (texte intégral).
- Werner, 1908 "1907" : Ergebnisse der mit Subvention aus der Erbschaft Treitl unternommenen zoologischen Forschungsreise Dr. Franz Werners nach dem agyptischen Sudan und Nord-Uganda. XII. Die Reptilien und Amphibien. Sitzungsberichte der Kaiserlichen Akademie der Wissenschaften, Mathematisch-Naturwissenschaftliche, vol. 116, p. 1823-1926.
- Loveridge, 1942 : Scientific results of a fourth expedition to forested areas in east and central Africa. IV. Reptiles. Bulletin of the Museum of Comparative Zoology, Harvard, vol. 91, n. 4, p. 237-373 (texte intégral).